# 海蘭鎮區 (堪薩斯州林肯縣)
海蘭鎮區（英語：Highland Township）為美國堪薩斯州林肯縣轄下的鎮區。2010年美国人口普查中此鎮區人口有61人。

## 地理
海蘭鎮區涵蓋總面積為92.6平方（35.75平方英里），其中陸地面積為92.0平方（35.53平方英里），水域面積為0.57平方（0.22平方英里）或0.62%。海拔高度536（1,759英尺）。

## 人口統計
根據2010年美國人口普查，海蘭鎮區人口有61人，其中男性有33人，女性有28人，人口密度為每平方公里0.66人，住房計58戶。鎮區內的白人有60人，非裔美國人有0人，美洲原住民有1人，亞裔美國人有0人，太平洋島裔美國人有0人，其他種族有0人，混血種族則有0人。此外鎮區內有2人為西班牙裔或拉丁裔美國人。此鎮區之年齡中位數為55.6歲，而男性年齡中位數為58.3歲，女性年齡中位數為54歲。

## 交通

### 主要公路
- 181號堪薩斯州州道
- 232號堪薩斯州州道